# Nemotelus transsylvanicus
Nemotelus transsylvanicus är en tvåvingeart som först beskrevs av Kertesz 1923.  Nemotelus transsylvanicus ingår i släktet Nemotelus och familjen vapenflugor. Inga underarter finns listade i Catalogue of Life.